# Porpita porpita
Il bottone blu (Porpita porpita Linnaeus, 1758) è un idrozoo coloniale della famiglia Porpitidae.

## Descrizione
Le dimensioni sono contenute, appena 2,5 cm di diametro. Il colore più diffuso è il blu. I piccoli tentacoli non sono urticanti.